# ユーロコプター EC 155
ユーロコプター EC 155
EC 155B1
- 用途：輸送
- 分類：輸送ヘリコプター
- 製造者：ユーロコプター
- 初飛行：1997年6月17日
- 運用状況：現用

ユーロコプター EC 155は、ユーロコプター（現エアバス・ヘリコプターズ）が開発・製造した中型輸送ヘリコプター。AS 365 ドーファンの発展型であり、1997年に初飛行した。ユーロコプターからエアバス・ヘリコプターズへの社名変更に伴い、現在はH155と改称されている。

## 開発
AS 365N3の発展型として、当初はAS 365N4の名称で開発されていた。AS 365N4は機内容積の拡大に主眼が置かれており、1996年から開発開始され、1997年6月のパリ航空ショーにて計画が発表されている。
1997年6月17日にフランスのマリニャーヌで原型機の初飛行が行なわれた。1998年2月には、名称がEC 155に変更され、3月11日に初期量産型EC 155Bが初飛行した。
1998年12月までにフランスとドイツから耐空証明を獲得し、量産に入った。機体価格は概ね700から800万USドル。1999年3月に最初の顧客であるドイツ連邦警察局へ機体が納入された。
高地・高温環境を考慮し、エンジン出力を増大させたEC 155B1も開発されている。エンジンはチュルボメカ アリエル2C1（851軸馬力）から2C2（943軸馬力）に換装され、離陸重量も増加している。最初の機体は、2002年に香港行政府飛行隊に引き渡された。
2015年3月16日、KAI（韓国航空宇宙産業）と共同開発する軽民間ヘリコプター(LCH)と軽武装ヘリコプター(LAH)のベース機として選定された。LCHは2020年、LAHは2022年の運用開始を予定している。エアバス・ヘリコプターズは、H155の製造を中止することで合意したことから、同機体の開発が完了すれば、KAIは、H155を製造する唯一の企業となる。

## 機体
EC 155は、AS 365よりキャビン容量が30%拡大されている。尾部ローターには引き続きフェネストロンが用いられているが、主ローターは4翅から複合材製の5翅となり、直径も拡大した。
ターボシャフトエンジン2基を機体上部に搭載する。エンジンは、FADECによりコンピュター制御され、緊急時には出力向上がなされる。除氷装置も装着することができ、寒冷地での運用にも対応している。
機首は長く伸ばされ、内部には電子機器を納めている。コックピットはグラスコックピットとなっている。
乗員は1ないし2名で運行し、乗客は通常12名、最大13名を搭載できる。VIP輸送型は、5から8名程度の定員となる。航空救難型は、医療スタッフ4名・担架2個または医療スタッフ2名・担架4個を搭載する。

## 各型
EC 155
原型機。AS365より改装。
EC 155B
初期量産型。チュルボメカ アリエル2C1エンジン搭載。
EC 155B1
改良型。チュルボメカ アリエル2C2エンジン搭載。
AS 565UC
軍用向けに検討された型。

## 運用者
アゼルバイジャン
- アゼルバイジャン航空 - 海上輸送用に4機を運用[5]。

 ベルギー
- Noordzee Helikopters Vlaanderen (NHV) - 北海方面の海上輸送用に2機を運用。

 中国
- CITIC Offshore Helicopter Corporation - 南シナ海方面の海上輸送用に2機を運用[6]。
- 上海市公安局 - 警備用に2007年に1機を発注[7]。

 デンマーク
- DanCopter - 海上輸送用に6機を運用[8]。

 ドミニカ共和国
- ドミニカ共和国空軍 - 2024年時点で、1機のH155を保有[9]。

 ドイツ
- ドイツ連邦警察局 - 15機を運用[10]。

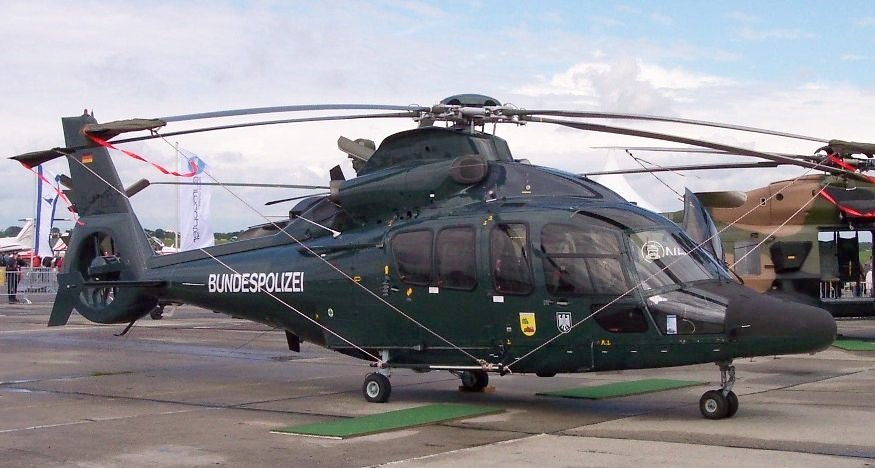
ドイツ連邦警察局

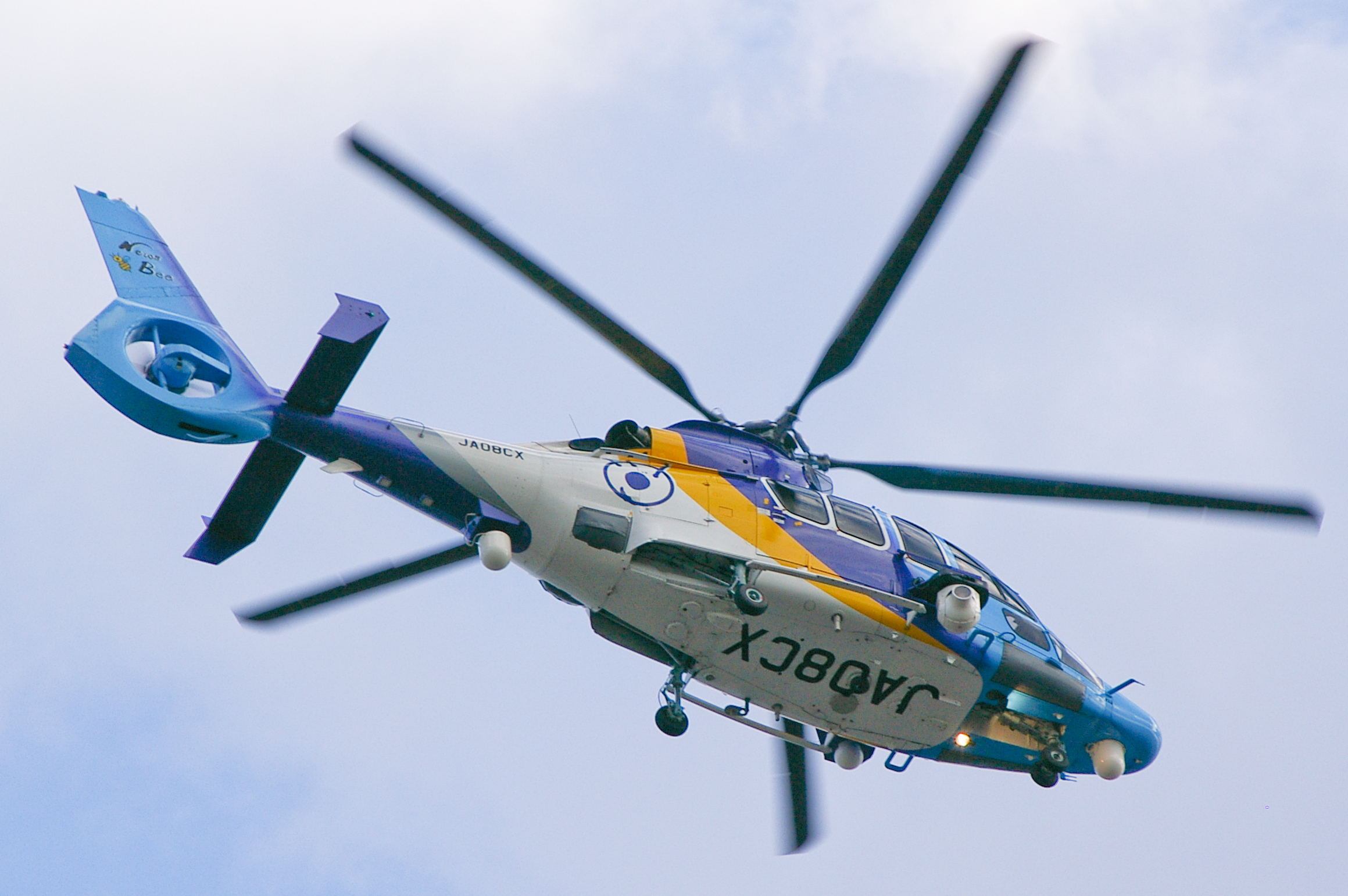
フジテレビ向けの東邦航空の機体。EC 155B。

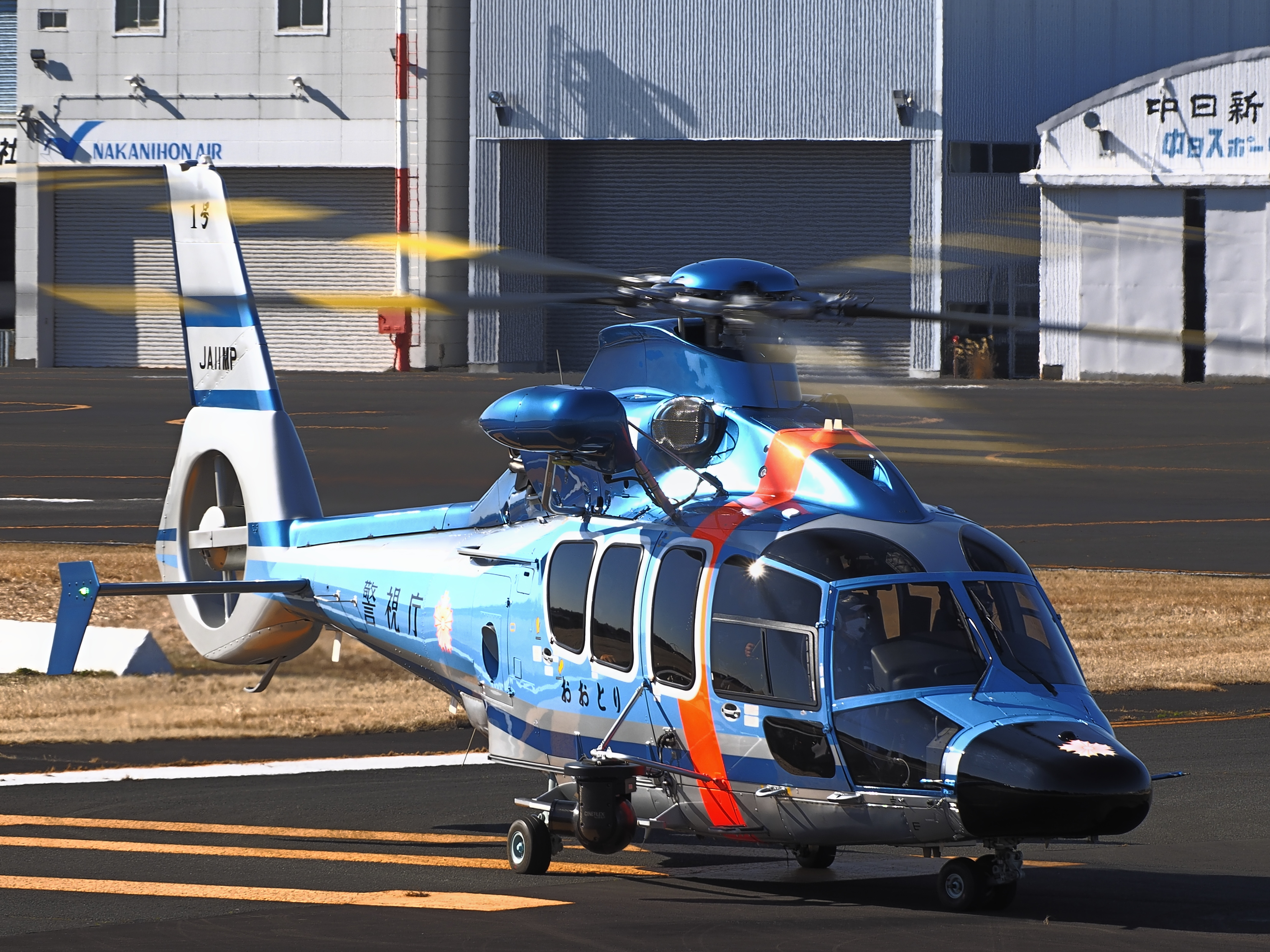
警視庁航空隊のEC 155B1

- バーデン＝ヴュルテンベルク州警察 - 2機を運用。
- ノルトライン＝ヴェストファーレン州警察 - 2機を運用。

 香港
香港行政府航空隊 - B1型を5機を導入し、2006年に墜落した1機を除く、4機を運用。
 日本
- 東邦航空 - フジテレビ向けにB型を1機運用（JA08CX）[13]
- 警視庁航空隊 - B1型を2機運用（JA11MP、JA15MP）[14]
- 兵庫県警察航空隊 - B1型を1機運用（JA155H）
- 香川県警察航空隊 - B1型を1機運用（JA110U）
- 大阪市消防局航空隊 - B1型を1機運用（JA210F）[15]

 メキシコ
- VIP輸送や海上輸送用などに11機が導入されている。

 ナイジェリア
- ブリストウ・ヘリコプターズ(Bristow Helicopters) - シェル・ナイジェリアの油田への海上輸送用に6機を導入。捜索救難任務にも使われる[16]。

 ルーマニア
- 民間向けに2機導入。

 タイ
- タイ王国国家警察庁 - VIP輸送用にB1型を2機導入[17]。

 アメリカ合衆国
- ミシガン大学において、ヘリコプター救急用に3機導入[18]。

 オランダ
- CHC Helicopter - 海上輸送用に3機運用。

## 要目(EC 155B1)
ソース
- 全長：14.30m
- 主回転翼直径：12.60m
- 全高：4.35m
- 空虚重量：2,618kg
- 総重量：4,950kg
- 積載量：2,301kg
- 最大離陸重量：4,920kg
- エンジン：チュルボメカ アリエル2C2 ターボシャフトエンジン（943軸馬力）2基

- 超過禁止速度：324km/h=M0.26
- 巡航速度：280km/h=M0.23
- 航続距離：857km
- 上昇限度：4,572m
- 最良上昇率：8.9m/min
  - フェリー：985km

- 乗員：1ないし2名
- 乗客：通常定員12名（最大13名）

## 登場作品

### アニメ
『東のエデン 劇場版I The King of Eden』
セレソンNo.1の物部大樹がVIP輸送型を利用。